# Hajasd
Hajasd (ukránul: Волосянка [Voloszjanka]) falu Ukrajnában, Kárpátalján, az Ungvári járásban.

## Fekvése
A Keleti-Beszkidek keleti oldalán, Nagybereznától északkeletre, Határszög, Ligetes és Uzsok közt, az Ung folyó közelében fekvő település.

## Nevének eredete
A falu neve szláv eredetű, mely valószínűleg az ukrán volockij, vagy a román vlah, vagy a lengyel woloski melléknévből származik.
A falu 1904-ben kapta mai Hajasd nevét, melyet valószínűleg tévesen neveztek el Hajasdnak az ukrán haj (volosz, voloszjanj) haj, szőr, lószőr szavakból való származtatással.

## Története
A falut a feltevések szerint román pásztorok alapították, vagy lakták egykor. Erre abból következtetnek, hogy a kárpátaljai ukrán nyelvjárásokban Vlah-nak nevezték a külterjes pásztorkodást folytatókat is, akik persze nem feltétlenül voltak románok, és Kárpátokban előfordult a Volosz családnév is amely szintén a voloh, vlah román származéka.
A falu nevét 1768-ban említette először oklevél Voloszanka néven. 1773-ban Voloszanka, 1800 körül Voloszánka, Wolosánka, 1851-ben Volánszka, 1913-ban Hajasd néven írták. 1904-ben a helységnévrendezéskor kapta a falu a mai magyar Hajasd nevet.
1910-ben 1586 lakosából 115 magyar, 81 német, 1353 ruszin volt. Ebből 63 római katolikus, 1381 görögkatolikus, 92 izraelita volt. A trianoni békeszerződés előtt Hajasd Ung vármegye Nagybereznai járásához tartozott.

## Népesség
| 2001 | 1 629 |

A népesség anyanyelv szerinti megoszlása a teljes népesség %-ában (2001)

## Közlekedés
A települést érinti a Csap–Ungvár–Szambir–Lviv-vasútvonal.